# Družina Alinda
Družina Alinda je družina asteroidov.
Ime je družini dal asteroid  887 Alinda.

## Značilnosti
Asteroidi imajo velike polosi velike okoli 2,5 a.e. ter izsrednosti med ~0,4 in ~0,65.
Asteroide drži na tem področju orbitalna resonanca 1 : 3 z Jupitrom. Skupina je tudi blizu orbitalne resonance 4 : 1 z Zemljo. Za te asteroide je značilno, da se jim izsrednost zaradi vpliva Jupitra, stalno ovečuje. To povečevanje traja do te mere, da asteroidi pridejo v bližino notranjega planeta, ki jim prekine resonanco z Jupitrom. 
Nekateri asteroidi te družine imajo perihelije zelo blizu tirnice Zemlje. To povzroči redno približevanje Zemlji na vsaka štiri leta, kar je posledica resonance 4 : 1. Zaradi tega nekateri asteroidi pridejo precej blizu Zemlji in jih je mogoče opazovati s površine Zemlje z radarjem.

## Nekateri asteroidi v družini Alinda
| Ime               | velika polos (a) | izsrednost (e) |
| ----------------- | ---------------- | -------------- |
| 887 Alinda        | 2,48422          | 0,56356        |
| 1429 Pemba        | 2,55185          | 0,33858        |
| 1550 Tito         | 2,54673          | 0,30984        |
| 1607 Mavis        | 2,54783          | 0,30741        |
| 1915 Quetzálcoatl | 2,54207          | 0,57170        |
| 2608 Seneca       | 2,5035           | 0,57620        |
| 3360 Syrinx       | 2,46803          | 0,74295        |
| 3628 Božněmcová   | 2,53691          | 0,30052        |
| 3806 Tremaine     | 2,54058          | 0,31301        |
| 4179 Toutatis     | 2,51005          | 0,63423        |
| 5847 Wakiya       | 2,54442          | 0,30086        |
| 5864 Montgolfier  | 2,55866          | 0,32007        |
| 6318 Cronkite     | 2,51002          | 0,46522        |
| (6322) 1991 CQ    | 2,51628          | 0,47349        |
| 6489 Golevka      | 2,50768          | 0,60382        |
| (6491) 1991 OA    | 2,50959          | 0,58946        |
| 7092 Cadmus       | 2,52493          | 0,70202        |
| 7345 Happer       | 2,45047          | 0,32467        |
| (7568) 1988 VJ2   | 2,52739          | 0,33216        |
| (7569) 1989 BK    | 2,54950          | 0,30348        |
| 7638 Gladman      | 2,53634          | 0,31606        |
| (8201) 1994AH2    | 2,53362          | 0,70851        |
| 8709 Kadlu        | 2,53497          | 0,48432        |
| (9047) 1991 QF    | 2,52479          | 0,31661        |